# Liechtenstein
Liechtenstein, officielt Fürstentum Liechtenstein, er et fyrstedømme beliggende i Alperne mellem Schweiz og Østrig. Det er en tysktalende mikronation.
Liechtenstein er Europas eneste "dobbelt-indlandsstat" (en stat hvor  man således skal krydse mindst to grænser for at komme til havet), og det eneste tysktalende land, der ikke har grænser direkte med Tyskland.
Fyrstendømmet er et konstitutionelt monarki, hvis overhoved er Fyrsten af Liechtenstein; fyrstens omfattende magt er ækvivalent til en præsident i et semipræsidentsystem. Landet deler grænse med Schweiz mod vest og syd, og med Østrig mod øst og nord. Det er det fjerdemindste land i Europa med et areal på lidt over 160 km2 og en befolkning på 38.749. Det er det mindste land, som kun grænser op til to andre lande. Sammen med Uzbekistan er det de eneste to dobbelte indlandsstater.
Liechtenstein har 11 kommuner, hvoraf den største er Schaan. Hovedstaden er Vaduz, hvor også fyrsten har til huse.
Liechtenstein har et af verdens højeste bruttonationalprodukt pr. indbygger. Landets økonomi er baseret på en stærk finansiel sektor, der er centreret i Vaduz. Det var tidligere kendt som et skattely for milliardærer, men landet er ikke længere på nogle officielle lister over skattely-lande, der ikke vil samarbejde. Beliggende i Alperne er landet bjergrigt og gør det til en destination for skisport.
Liechtenstein er medlem af Forenede Nationer, EFTA og Europarådet. Selvom landet ikke er medlem af Den Europæiske Union, så samarbejder det i både Schengen og Det europæiske økonomiske samarbejdsområde. Det er i toldunion og møntunion med Schweiz.

## Geografi
Liechtenstein er en dobbelt-indlandsstat i Europa, der er omkranset af de schweiziske kantoner St. Gallen mod vest og Graubünden mod syd samt det østrigske forbundsland Vorarlberg mod øst. Store dele af grænsestrækningen mod Schweiz forløber langs Rhinen. Den sydlige og østlige grænse er præget af bjergkæden Rätikon i Alperne. Udover Usbekistan er Liechtenstein den eneste indlandsstat, der kun er omgivet af andre indlandsstater.
Landet måler på det længste sted 24,8 km og på det bredeste sted 12,5 km. Grænsen mod Schweiz er 41,2 km lang og mod Østrig 36,7 km.
Liechtensteins højeste punkt er Grauspitz med en højde på 2.599 m.o.h. Det dybeste punkt er Rugeller Riet med en højde på 430 m.o.h. Den højest beliggende by er Triesenberg i 886 m.o.h.
Den eneste naturlige sø i Liechtenstein er Gampriner Seele, som først blev dannet i 1927 ved en oversvømmelse af Rhinen, der medførte en voldsom erosion. 
Det største landbrugsområde ligger omkring Rhindalen, hvor der dyrkes majs, kartofler, byg, hvede og grøntsager.
27 % af landet er dækket af tætskov, 34 % bliver udnyttet til landbrug (heraf 12 % til korndyrkning og 21 % som græsenge) mens 10 % af arealet er bebygget.

### Klima
Klimaet i Liechtenstein er forholdsvist mildt og er ofte præget af sydlig fønvind, hvilket forlænger dyrkningstiden forår og efterår. I januar 2006 var gennemsnitstemperaturen -3,4 °C og i juli 22,7 °C. Årsmiddeltemperaturen var 10,4 °C.
Juli og august har mest nedbør med 130–150 mm regn pr. måned, mens december og januar har mindst nedbør med 30–50 mm.

## Befolkning
Omkring to tredjedele af indbyggerne er indfødte liechtensteinere (65,8%) mens en femtedel (20,1%) kommer fra de øvrige tysktalende lande (Schweiz, Østrig og Tyskland)

### Sprog
Liechtensteins befolkning taler en alemannisk dialekt af højtysk. De alemanniske dialekter er lokalt forskellige, og adskiller sig visse steder meget fra hinanden. Skrift- og mediesprog er højtysk. Liechtenstein er det eneste land, hvor tysk alene er statsanerkendt sprog. I de øvrige tysktalende lande er også romanske, andre germanske eller slaviske sprog eller ungarsk anerkendt som officielt sprog eller mindretalssprog.

### Religion og kirke
Liechtenstein er domineret af den kristne tro. Folketællingen i 2000 viste, at 72,4 % af indbyggerne tilhører den romersk-katolske kirke, 8,2 % tilhører den protestantiske kirke og 4,8 % tilhører den islamiske tro.
Indtil 1997 lå Liechtenstein under bispedømmet Chur. Den 2. december 1997 ophøjede Pave Johannes Paul 2. ærkebispedømmet Vaduz. Den romersk-katolske kirke er i følge forfatningen statskirke. Der tilstræbes en adskillelse af kirke og stat i Liechtenstein.

### Kendte fra Liechtenstein
Liechtenstein har på trods af landets størrelse formået at fremavle nogle dygtige sportsfolk. Mario Frick er den mest succesfulde fodboldspiller i Liechtensteins historie, og bliver i befolkningen kaldt Super Mario. Alpinskiløberen Marco Büchel har vundet flere worldcupraces i super-G og har desuden deltaget seks gange i vinter-OL, fra 1992 til 2010.

## Historie
Fyrstedømmet er opstået gennem en erhvervelse af herskabet Schellenberg (1699) og grevskabet Vaduz (1712) af fyrstefamilien Liechtenstein. Familien kan spores tilbage til 12. århundrede, og navnet har familien fra Burg Liechtenstein i Mödling i Niederösterreich ved Østrigs hovedstad Wien. I 1719 slog kejseren for det tysk-romerske rige Karl 6. de to områder sammen og ophøjede det til et selvstændigt fyrstedømme og gav det navn efter fyrsten af Liechtenstein.
Under koalitionskrigen i 1799 var fyrstedømmet først besat af Frankrig sidenhen af Østrig. Ved afslutningen af det tysk-romerske rige i 1806 efter Napoleons okkupation af store dele af riget blev Liechtenstein den 12. juni 1806 optaget i rhinforbundet som en suveræn stat og var fra 1815 en del af det tyske forbund, der blev dannet på Wienerkongressen. I 1862 underskrev fyrst Johann 2. en konstitutionel-monarkisk forfatning for at forhindre en revolution. Fra 1866 blev Liechtenstein en uafhængig og neutral stat. I 1868 opløstes militæret af økonomiske årsager.
Indtil 1. verdenskrig var Liechtenstein gennem en fælles overenskomst tæt forbundet til det østrig-ungarske kejserrige. Da dette i 1918 gik i opløsning blev Liechtenstein tættere knyttet til Schweiz. Liechtenstein indførte derefter den schweiziske franc som valuta og indgik fra 1923 i den schweiziske toldunion. Fra 1924 skete Liechtensteins diplomatiske repræsentation gennem Schweiz' diplomati. 
Med forfatningen fra 1921 blev fyrstedømmet et konstitutionelt monarki med en demokratisk-parlamentarisk regeringsform. Under 2. verdenskrig blev Liechtenstein – ligesom Schweiz – på grund af sin beliggenhed og den politiske neutralitet forskånet for besættelse og krigshandlinger. Liechtenstein oplevede herefter – begunstiget af toldunionen med Schweiz, den lave skat og neutraliteten – et erhvervsmæssigt opsving.
I 1984 fik kvinder stemmeret, og i 1990 blev Liechtenstein medlem af FN.
I 1992 kom det til den såkaldte "statskrise". Fyrst Hans Adam 2. ville gennemføre landets afstemning om deltagelse i EØS før Schweiz, for at sikre en positiv udgang. Regeringen og parlamentet stemte for deltagelsen, men holdt fast på en afstemning efter Schweiz. Hans Adam 2. truede med at afskedige regeringen, opløse Landdagen og regere gennem nødret. Efter pres fra folket gav statsoverhovedet efter og afstemningen blev lagt før afstemningen i Schweiz. Statskrisen medførte en årelang forfatningsdiskussion.
Mens Schweiz gennem afstemningen afviste et optag i EØS, så stemte et markant flertal i Liechtenstein for, og landet indtrådte i EØS den 1. maj 1995. Medlemskabet har haft stor betydning for udviklingen af de finansielle virksomheders sæde i Liechtenstein.
I 2003 trådte efter heftige kontroverser en ny forfatning i kraft, som blev tiltrådt af folket. De politiske modstandere mente, at magtbalancen i landet blev forskubbet til gunst for monarkiet. Således fordeles suveræniteten ligeligt mellem folket og fyrsten.
Den 15. august 2004 udnævnte fyrst Hans Adam 2. sin søn og arveprins Alois af Liechtenstein som sin stedfortræder.

## Politik

### Politisk system
Liechtenstein er et konstitutionelt arvemonarki på et demokratisk-parlamentaristisk grundlag. Statsoverhovedet i Liechtenstein er siden 1989 fyrst Hans Adam 2. af og til Liechtenstein.
Den lovgivende magt ligger hos fyrsten og Liechtensteins Landdag, der består af 25 medlemmer, der vælges ved direkte forholdstalsvalg af befolkningen. Alle love skal sanktioneres af fyrsten, og foreligger sanktioneringen ikke indenfor 6 måneder bortfalder loven.
Den udførende magt ligger hos regeringschefen, der i øjeblikket hedder Otmar Hasler, og fire regeringsråd (ministre). Siden den omstridte forfatning fra 2003 kan fyrsten når som helst og uden begrundelse afskedige regeringen, og er dermed en af de mest magtfulde monarker i Europa. Til gengæld har folket gennem en forfatningsændring mulighed for at afskaffe monarkiet. Den nye forfatning har fordelt opgaverne mellem fyrste, regering og Landdag tydeligere.
Regeringsrådet består i øjeblikket af følgende:
- Viceregeringschef Dr. Klaus Tschütscher (Ressortområder: Erhverv, justits og sport)
- Rita Kieber-Beck (Ressortområder: Udenrigs, kultur, familie og ligestilling)
- Hugo Quaderer (Ressortområder: Uddannelse, socialvæsen, miljø, skov- og landbrug)
- Dr Martin Meyer (Ressortområder: Indenrigs, sundhed, trafik og kommunikation)

Retsvæsenet består af højesteret med 5 dommere, som ansættes gennem et udvalg med fyrsten som formand.
Der er et stærkt element af direkte indflydelse i Liechtensteins forfatning. Således kan mindst 1.000 borgere indkalde Landdagen og mindst 1.500 kan opløse det. 1.000 borgere kan ligeledes begære en ændring eller ophævelse af en lov for Landdagen. Enhver lov kan sættes til afstemning, hvis Landdagen beslutter det eller hvis 1.000 borgere eller 3 kommuner fremsætter krav om det. Til ændringer af forfatningen eller statstraktater kræves krav fra mindst 1.500 borgere eller fire kommuner. Forfatningen fra 2003 har generelt udvidet rettighederne for direkte demokrati.
I krisetider kan fyrsten i følge forfatningen påberåde sig nødret.

### Partier
I parlamentet er følgende partier repræsenteret (mandattal i parentes)
- Fortschrittliche Bürgerpartei, FBP (12)
- Vaterländische Union, VU (10)
- Freie Liste, FL (3)

VU står stærkest i de sydligere kommuner, mens FBP står stærkest i de nordligere kommuner. Der er ikke de store ideologiske forskelle mellem de to partier, der siden 2005 udgør en stor koalition.
Rollen som opposition har FL, der står for de grønne-alternative synspunkter.
Der er en spærregrænse på 8 procent for at et parti kan blive repræsenteret i landdagen.

### Udenrigspolitik
De udenrigspolitiske interesser varetages mestendels af Schweiz. Liechtenstein har egne repræsentationer i Berlin, Bern, Bruxelles, Geneve, New York (i FN), Strasbourg, Washington og Wien.
Medlemskabet af EØS medfører i princippet fri bevægelighed for personer, men da hverken EU-landene eller Liechtenstein har interesse i mange bosættelser på grund af den billige skat, så er der indført en undtagelsesbestemmelse, således at Liechtenstein giver 64 nye opholdstilladelser om året, hvoraf 56 gives til personer i beskæftigelse og 8 til personer uden beskæftigelse. Tilflytning af familiemedlemmer er dog altid mulig.

### Forsvar
Fyrstedømmet har siden 12. februar 1868 ingen egen hær, selvom forfatningen indeholder en almen værnepligt. Politiet står for den indre sikkerhed og kriminalitetbekæmpelsen. Enkelte kommuner har eget kommunalt politi.
Under 2. verdenskrig ville Schweiz gerne have Liechenstein med ind under deres forsvar, idet schweizerne anså Liechtenstein som en svag flanke, hvor der ville være mulighed for at besætte Schweiz. Liechtenstein afviste dog dette af frygt for at belaste forholdet til Nazi-Tyskland.
Heller ikke i dag findes der en aftale mellem Schweiz og Liechtenstein på det militære område, og Schweiz har således ingen selvstændig ret til intervention i tilfælde af at et andet land skulle angribe Liechtenstein.

### Forvaltning
Liechtenstein er opdelt i 11 kommuner. 5 af kommunerne tilhører valgkredsen Unterland i den nordlige del af landet og de resterende 6 kommuner tilhører valgkredsen Oberland i den sydlige del af landet.

## Flag og nationalhymne
Liechtensteins flag er blåt og rødt i to vandrette striber – blåt øverst og rødt nederst med fyrstekronen i øverste venstre hjørne. Fyrstekronen symboliserer enheden af folket, fyrstenhuset og staten. Flaget har i denne form været anvendt siden 1937.
Landets farver i blåt og rødt stammer sandsynligvis fra de fyrstelige livréfarver. Der er to teorier om farvernes betydning:
- Blå symboliserer himlen; rød aftenrøde (eller jordens ild)
- Blå er et tegn på Rhinens blå bånd; rød henviser til fyrstens flag (guld-rødt)

Begge farverne har været kendt i hvert fald fra 1764 og blev optaget i forfatningen fra 5. oktober 1921 i en vandret udgave. Da dette flag imidlertid var identisk med Haitis flag tilføjede man en gul fyrstekrone.
Den 30. juni 1982 blev der vedtaget en ny flaglov. Fyrstens flag er herefter blå-rødt i vandrette striber med fyrstens våben i midten af flaget. Hele flaget er omkranset af en gul kant. Fyrstetro borgere anvender dog ofte det gamle fyrsteflag med fyrstehusets farver: gul og rød.
Liechtensteins nationalhymne er siden 1920 Oben am jungen Rhein, som dog blev lettere bearbejdet i 1963. Hymnens melodi er identisk med Storbritanniens nationalhymne God Save the King.

## Infrastruktur
Det godt udbyggede vejnet er 140 km langt. Der er ingen motorvej i Liechtenstein, men på den venstre Rhinbred går den schweiziske motorvej A13, der har fem til- og afkørsler direkte til fyrstendømmet. De trafikale regler tager udgangspunkt i de schweiziske. Dog er alkoholgrænsen 0,8 promille, hvor den i Schweiz er 0,5.
Privatbilisme er udbredt. Der er indregistreret 24.368 privatbiler i Liechtenstein svarende til 693 pr. 1.000 indbyggere (2007).
Der er 9,5 km. jernbane fra Buchs til Feldkirch, og på dette stykke standser regionaltog ved de fire stationer Forst-Hilti, Nendeln, Schaan-Vaduz og Schaanwald. Driften af strækningen varetages af det østrigske jernbaneselskab Österreichische Bundesbahnen. Der kører regionaltog på linjen 10 gange dagligt i hver retning på hverdage og 5 gange øvrige dage. Hele strækningen gennemkøres på ca. 20 minutter.
Bustransport sker med Liechtenstein Bus Anstalt (LBA), der er et datterselskab af det schweiziske Postbus og forbinder fyrstendømmets kommuner med 13 buslinjer, hvoraf nogle også kører over grænsen til Schweiz og Østrig. LBA har i alt 42 busser, hvoraf 28 er naturgasdrevne. Linjenettet er på 105 km med ca. 320 stoppesteder. Der transporteres årligt omkring 5 mio. passagerer, hvoraf 14-17.000 dagligt transporteres på hverdage. Busselskabet havde i 2006 en samlet indtægt på 2.363.976 CHF.
I 2006 gennemførtes en total linjeomlægning af buslinjerne for at skabe mere attraktive forbindelser og dermed forøge passagerantallet. I februar 2008 påbegyndtes omlægningen af busstationen i Schaan, som er landets største busknudepunkt, hvor 6 buslinjer mødes. Anlægget stod endeligt færdigt i december 2009.
Den nærmeste lufthavn er lufthavnen i Zürich i Schweiz. I Balzer findes en privat drevet helikopterlandingsplads.
Fyrstendømmet er postalt forbundet med Schweiz men har dog et selvstændigt postvæsen Liechtensteinische Post AG og udgiver egne frimærker.
Landet har egen international telefonkode (+423). Der findes mere end 19.000 telefonabonnementer, ca. 12.000 mobiltelefoner og ca. 20.000 internetbrugere.
Bilernes nummerplade er holdt i samme skrifttype og design som Schweiz', men pladerne er dog sorte med hvide bogstaver. På pladerne benyttes betegnelsen FL og rigsvåbenet efterfulgt af fem cifre.
Fra den 1. januar 2001 blev den schweiziske vejafgift for lastbiler indført i hele Liechtenstein. Den blev tiltrådt ved en folkeafstemning og indført for at Schweiz ikke skulle etablere afgiftsterminaler eller toldposter ved grænsen til Liechtenstein. I stedet har Liechtenstein nu etableret disse på grænsen til Østrig.
Hovedparten er energiforsyningen hentes i udlandet. I 2006 anvendtes 1,4 mio. MWh på alle energiarter, hvoraf Liechtenstein kun er selvforsørgende med 93.789 MWh. Mere end 93 % af energiforsyningen hentes således i udlandet.

## Handel og erhverv
Den største del af Liechtensteins bruttonationalprodukt tilvejebringes gennem industri, der koncentrerer sig om fremstilling af værdifulde specialprodukter. Største handelspartner er USA efterfulgt af EU og Schweiz. Finanssektoren er endvidere også af stor værdi for landet. Med den industrille udvikling etablerede der sig i Liechtenstein et stærkt bankvæsen, som dog af de højtbeskattede EU-lande anklages for at tjene som skatteflugt.
De største banker er LGT Bank, Liechtensteinische Landesbank og Verwaltungs- und Privatbank. Siden 1992 har også andre institutter fået tilladelser til bankvirksomhed, herunder også udenlandske banker siden tiltrædelsen i EØS. I dag beskæftiger de fem største banker i Liechtenstein omkring 1.400 medarbejdere og har en samlet balance på over 30 milliarder schweizerfranc. Som i Schweiz og Østrig gælder der i Liechtenstein bankhemmelighed, hvilken dog er kommet under kraftig international kritik i februar 2008, hvor bl.a. tyske myndigheder skaffede sig detaljerede oplysninger om skatteundrageres konti i LGT Bank. Den tidligere danske skatteminister, Kristian Jensen, agtede ikke at bruge de fremkomne informationer til at undersøge, om danske statsborgere har skjulte formuer i banker i Liechtenstein.
I industrisektoren er de kendteste virksomheder Hilti AG (boreteknik og byggeriudstyr), Ivoclar Vivadent AG (tandteknik), ThyssenKrupp Presta AG (leverancer til automobilproduktion), Hoval AG (Varme- og udluftningsudstyr), Ospelt-Gruppe (fødevarer) og Hilcona AG (fødevarer), Neutrik AG (elektroteknik), PAV Präzision Apparatebau Vaduz (præcisionsinstrumenter) samt OC Oerlikon Balzers AG (Elektronik).
Liechtensteins nationalbank har ret til at udstede egen valuta men anvender ikke denne ret mere. Schweiziske Frank er Liechtensteins officielle valuta. Liechtenstein præger dog særmønter. I de fleste forretninger og restauranter er Euro også gangbart.
Bruttonationalproduktet var i 2006 4,3 mia. CHF, svarende til 162.000 CHF pr. indbygger.
For at forhindre en toldgrænse på Rhinen, måtte Liechtenstein trods sin sunde statsøkonomi indføre en omsætningsafgift pr. 1. januar 1995 svarende til Schweiz'. Satsen er 7,6 % mens der er indført særlige satser for hoteller på 3,6 % og for fødevarer, bøger, blomster og lignende en sats på 2,4 %.

## Kunst og kultur
Landets tæthed mellem byerne og deres traditioner og den intensive kontakt med udlandet betyder et rigt og mangeartet kulturliv. Koncerter, teater, dans og kabaret, museer, galerier og atelier tiltrækker mange kulturinteresserede og kunstelskere fra hele regionen.
Kunstmuseum Liechtenstein er et arkitektonisk vartegn tegnet af de schweiziske arkitekter Morger, Degelo og Kerez, som blev åbnet i 2000. Facaden består af en indfarvet og fugeløs støbt beton fortrinsvis af basaltsten og farvet flodgrus, der er behandlet på en sådan måde, at det giver en reflekterende overflade. Som museum for moderne og samtidskunst opbevares den statslige kunstsamling her og er kendt for sine internationalt betydende særudstillinger.
Stor betydning har også det Liechtensteinske statsmuseum, som blev åbnet i 2003 efter en omfattende renovering. Andre museer er skimuseet og postmuseet og flere andre moderne lokale museer.
Der er flere lokale kulturforeninger, som f.eks. Operettenbühne Balzers eller Liechtenstein Musical Company. Også hovedstaden Vaduz opvarter publikum med en egen Operettenbühne og en rigtig operaforening. 
Theater am Kirchenplatz i Schaan er det mest betydende teater i Liechtenstein.

## Skolesystem
Grundlæggende har man i Liechtenstein det samme skolesystem som i Schweiz. Som 5-årige begynder børnene i Vorschule som svarer til børnehave og er et toårigt forløb. For tysktalende børn er dette frivilligt, mens det for fremmedsprogede børn er obligatorisk at gå på andet år.
Som 7-årige påbegynder børnene det 5-årige forløb i Primarschule. Når dette forløb er afsluttet, fortsætter børnene i 12-årsalderen til Sekundarstuffe, hvor der skal vælges mellem 3 skoleniveauer, alt efter hvilken uddannelse børnene skal have senere i livet. Oberschule tager 4 år, og derefter kan de fortsætte i den såkaldte Anlehre. Dette er en læreplads, som er mere praktisk orienteret med mindre skoleundervisning. Realschule tager også 4 år, og derefter kan eleverne fortsætte i lære. Gymnasium Unterstufe tager 3 år og forbereder eleverne på fra 16-årsalderen at vælge ny retning. Det kan enten være teknisk skole, handelsskole eller videregående gymnasium, der skal forberede eleverne på en videregående universitetsuddannelse.

## Medier
Liechtenstein har en landsdækkende radio- og TV-kanal. TV-kanalen varetages af Presse- og Informationsministeriet og Radio Liechtenstein udsendes af Liechtensteinischer Rundfunk. Derudover har hver kommune en egen lokalkanal.
Det største dagblad er med et oplag på 10.500 eksemplarer Liechtensteiner Vaterland, som politisk står nærmest Vaterländische Union (VU). Det ældste dagblad er med førsteudgivelsen i 1878 Liechtensteiner Volksblatt, der politisk læner sig op ad Fortschrittliche Bürgerpartei (FBP).

## Helligdage
Den 15. august er national helligdag i fyrstendømmet Liechtenstein. Man fejrer her samlet Maria Himmelfart (som katolsk helligdag) og fyrst Franz Josef 2.'s fødselsdag. Franz Josef 2. (1906-1989) havde fødselsdag den 16. august, men festligholdelsen af de to dage blev lagt sammen i 1940 til én national fejringsdag. Efter fyrstens død har man holdt fast i festdagen.

## Ekstern henvisning
- Liechtensteins officielle portal (tysk)
- Statsforvaltningen officielle web-side Arkiveret 5. december 2016 hos  Wayback Machine (tysk)
- Liechtensteins parlament web-side (tysk)
- Liechtenstein in Zahlen 2007/2008, (kortfattet statistik) Arkiveret 30. oktober 2012 hos  Wayback Machine (tysk)
- PDFnet.dk Arkiveret 26. september 2007 hos  Wayback Machine – Liechtenstein på PDFnet

47°08′42″N 9°33′14″Ø / 47.145°N 9.55389°Ø